# أنجيرلو (غرمي)
أنجيرلو (بالإنجليزية: Anjirlu, Germi)‏ هي منطقة سكنية تقع في قسم انغوت الغربي الريفي (مقاطعة غرمي) في إيران. يقدر عدد سكانها بـ 19 نسمة .